# Toumousséni
Toumousséni är en ort i Burkina Faso.   Den ligger i regionen Cascades, i den sydvästra delen av landet, 400 km sydväst om huvudstaden Ouagadougou. Toumousséni ligger 313 meter över havet och antalet invånare är 3 245.
Terrängen runt Toumousséni är huvudsakligen platt, men norrut är den kuperad. Närmaste större samhälle är Banfora, 14,5 km öster om Toumousséni.
Omgivningarna runt Toumousséni är en mosaik av jordbruksmark och naturlig växtlighet. Runt Toumousséni är det ganska tätbefolkat, med 104 invånare per kvadratkilometer.